# HMS Cossack (F03)
Pour les autres navires du même nom, voir HMS Cossack.
Le HMS Cossack (pennant number F03) est un destroyer de la Royal Navy de la classe Tribal. Il sert durant la Seconde Guerre mondiale.

## Histoire
Il est construit au chantier naval Walker de Vickers-Armstrongs à Newcastle. La quille est posée le 9 juin 1936, il est lancé le 8 juin 1937 et entre en service le 7 juin 1938.
Commandé par le capitaine Philip Vian, sa première action a lieu le 16 février 1940. Il prend part à l'Incident de l’Altmark dans le Jøssingfjord, qui aboutit à la libération des équipages faits prisonniers par l’Admiral Graf Spee qui étaient détenus à bord du navire de ravitaillement Altmark, et à la mort de sept membres d'équipage du navire allemand. Le HMS Cossack arrive à Leith le 17 février avec les 299 prisonniers. Le gouvernement norvégien proteste ensuite contre la violation de sa neutralité par le Cossack et exige le retour des prisonniers.
Le Cossack a participé à la bataille de Narvik, en avril 1940.
En mai 1941, le navire a participé à la poursuite et à la destruction du Bismarck. Alors qu'il escortait le convoi WS-8B vers le Moyen-Orient, le Cossack et 4 autres destroyers reçurent l'ordre de l'intercepter le 26 mai. Les 5 destroyers trouvèrent le cuirassé dans la soirée, et l'attaquèrent aussitôt de plusieurs torpilles. Même si aucun coup au but ne fut marqué, cela empêchait les canonniers du Bismarck de trouver le sommeil, facilitant le travail des cuirassés qui l'attaquèrent aussitôt le lendemain matin. Au total, 6 cuirassés et croiseurs de bataille, 2 porte-avions, 13 croiseurs et 24 destroyers participèrent à la destruction du Bismarck.
Le 21 octobre 1941, alors que le Cossack escortait un convoi de Gibraltar jusqu'au Royaume-Uni, il fut touché par les torpilles lancées du sous-marin allemand U-563. Il fut par la suite remorqué le 25 octobre, mais les conditions empirèrent et le remorquage fut stoppé le lendemain. Le 27 octobre 1941, le Cossack chavira dans Atlantique à l'ouest de Gibraltar, à la position 35° 56′ N, 10° 04′ O. 159 membres d'équipage furent tués lors de l'attaque.

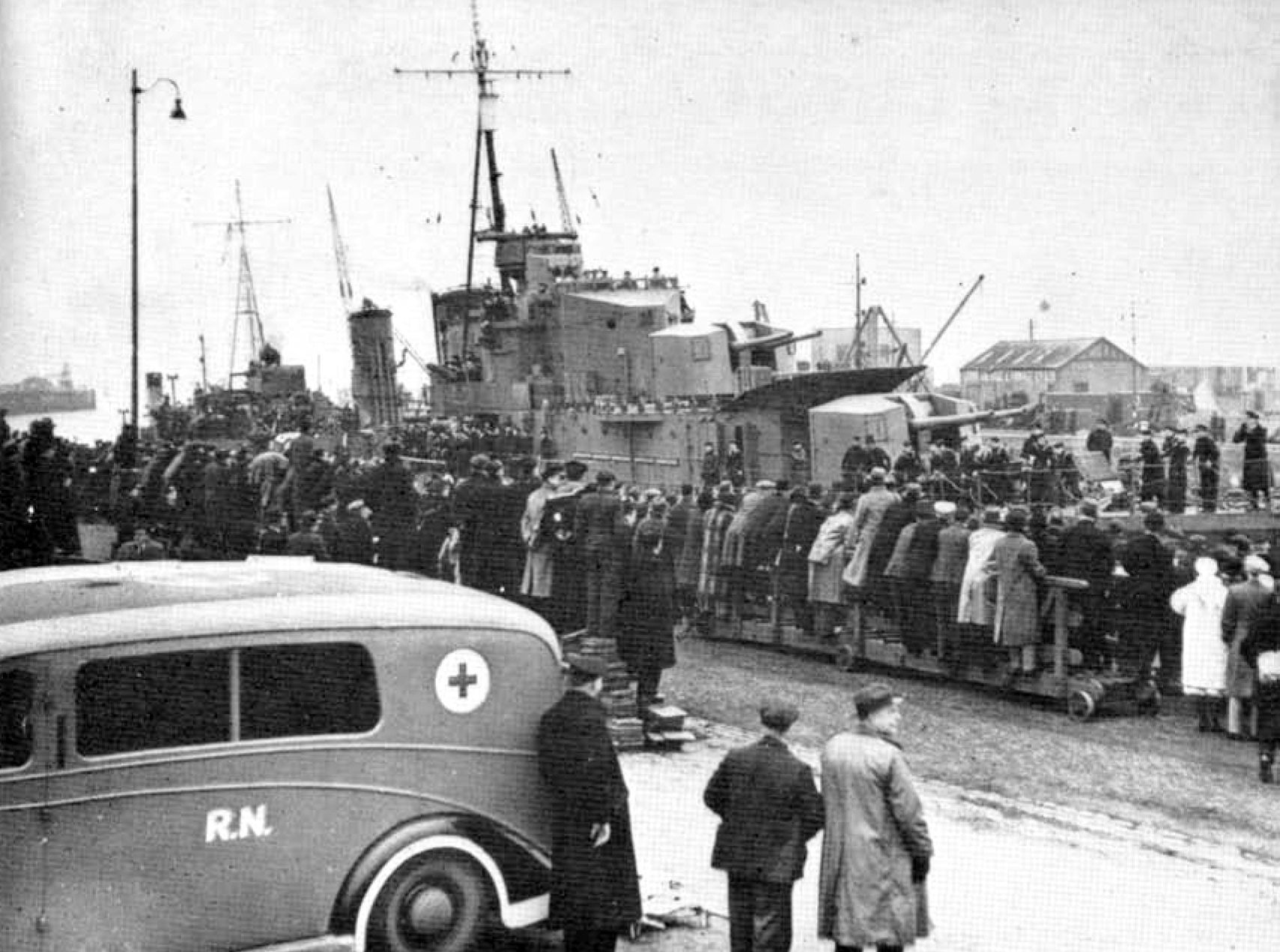
Retour du Cossack à Leith 17 février 1940, après le sauvetage des prisonniers britanniques détenus à bord de l'Altmark.
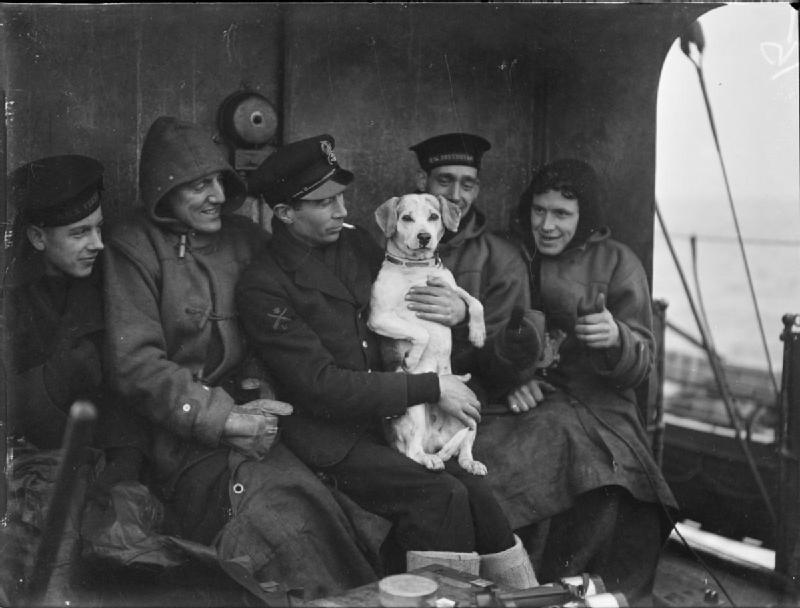
Le chien Pluto était la mascotte du HMS Cossack.
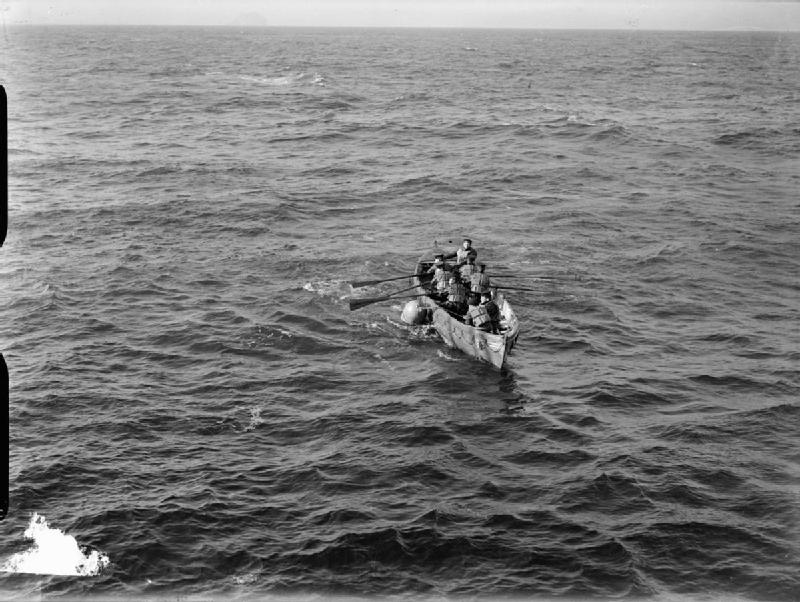
L'équipage du HMS Cossack repêchant une torpille d'exercice ASM.